# Frédéric Delcourt
Frédéric André Delcourt (* 14. Februar 1964 in Saint-Mandé) ist ein ehemaliger französischer Schwimmer. Er war Olympiazweiter 1984 sowie Europameisterschaftsdritter 1981.

## Karriere
Bei den Mittelmeerspielen 1979 in Split gewann Frédéric Delcourt die 100 Meter Rücken vor dem Italiener Stefano Bellon, über 200 Meter Rücken siegte Bellon vor Delcourt. Im Jahr darauf nahm Delcourt an drei Wettbewerben bei den Olympischen Spielen 1980 in Moskau teil. Über 100 Meter Rücken schied er als 19. der Vorläufe aus. Die französische Lagenstaffel mit Frédéric Delcourt, Olivier Borios, Xavier Savin und René Écuyer erreichte den fünften Platz mit anderthalb Sekunden Rückstand auf die drittplatzierten Briten. Über 200 Meter Rücken schließlich schwamm Delcourt in den Vorläufen auf den 13. Rang, nur die ersten acht Schwimmer kamen ins Finale.
1981 bei den Europameisterschaften in Split belegte Delcourt den achten Platz über 100 Meter Rücken. Über 200 Meter Rücken gewann Delcourt die Bronzemedaille hinter dem Ungarn Sándor Wladár und Wladimir Schemetow aus der Sowjetunion. Im Jahr darauf schied Delcourt bei den Weltmeisterschaften 1982 in Guayaquil über 100 Meter Rücken und über 200 Meter Lagen in den Vorläufen aus. Über 200 Meter Rücken wurde er  Achter. 1983 belegte Delcourt bei den Europameisterschaften in Rom den achten Platz über 200 Meter Rücken.
Bei den Olympischen Spielen 1984 in Los Angeles fand zuerst der Wettbewerb über 200 Meter Rücken statt. Delcourt schwamm in Vorlauf und Endlauf die zweitschnellste Zeit hinter Rick Carey aus den Vereinigten Staaten. Beim Anschlag im Finale hatte er anderthalb Sekunden Rückstand auf Carey und über eine halbe Sekunde Vorsprung auf den drittplatzierten Kanadier Cameron Henning. Über 100 Meter Rücken wurde Delcourt im B-Finale disqualifiziert. Die französische Lagenstaffel mit Frédéric Delcourt, Thierry Pata, Xavier Savin und Stéphan Caron konnte sich als zehntschnellste Staffel der Vorläufe nicht für das Finale qualifizieren.
Zwei Jahre danach nahm Delcourt an den Weltmeisterschaften in Barcelona teil. Als 14. über 100 Meter Rücken und 16. über 200 Meter Rücken erreichte er kein Einzelfinale. Die französische Lagenstaffel mit Delcourt, Pata, Ludovic Dépickère und Caron belegte den achten Platz.